# پوش سیتوپلاسمی
پوش سیتوپلاسمی فضایی پرشده از مایع است که توسط پلاسمالما و گستره ای از سیتوسل احاطه شده است. تجمع مولکول‌ها و یون‌ها برای انتقال بین سلول‌ها در این قسمت انجام می‌گیرد. مولکول‌های کوچکتر مانند قندها و آمینواسیدها و نیز یون‌ها می‌توانند به آسانی، بدون نیاز به صرف انرژی شیمیایی و از طریق مکانیسم انتشار عبور کنند و انتقال یابند. البته برخی از پروتیین‌ها مانند GFP(نوعی پروتیین با ۲۳۸ آمینواسید) نیز می‌توانند از پوش سیتوپلاسمی عبور کنند. اما چگونگی انتقال پروتیین‌های درشت هنوز شناخته نشده است. یک فرضیه اینست که پلی ساکارید «کالوس» در ناحیهٔ گردن مانند پلاسمودسماتا انباشته شده، ساختار حلقه مانندی را ایجاد می‌کند که با تغییر قطر خود، تراوایی سیتوپلاسم نسبت به مواد گوناگون را کنترل می‌کند.